# Parvisquama dolichocera
Parvisquama dolichocera är en tvåvingeart som först beskrevs av Mario Bezzi 1928.  Parvisquama dolichocera ingår i släktet Parvisquama och familjen husflugor.
Artens utbredningsområde är Fiji. Inga underarter finns listade i Catalogue of Life.